# Euplexia pratti
Euplexia pratti là một loài bướm đêm trong họ Noctuidae.